# 成本玲子
成本 玲子（なりもと れいこ、1981年7月16日 - ）は、埼玉県出身の女優。

## 出演作品

### テレビ
- 家なき子（1994年）
- GTO 第12話（1998年）
- 怒る男 わらう女 第11話（1999年）
- 冤罪II（2000年）
- ココだけの話 第3話（2001年）
- ウルトラマンコスモス 第56話（2002年）

### CM
- ファンタ（1998年）